# Vila (Roma Antiga)

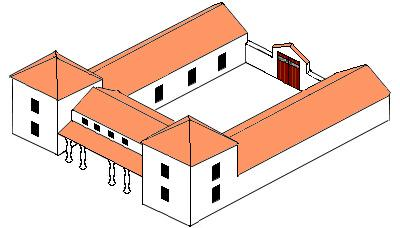
Esquema duma villa rústica

Vila (em latim: villa; pl. villae), na Roma Antiga, era originalmente uma moradia rural (casa de campo) cujas edificações formavam o centro de uma propriedade agrícola. Portanto, era uma residência de campo de um patrício, ou de um plebeu de grandes posses, ou de uma família campestre romana, onde normalmente se centravam as explorações agrárias de maior vulto, embora haja casos de algumas dessas propriedades que não tinham exploração agrícola associada. Esses casos normalmente consistem em vilas áulicas que evoluíram a partir de explorações rurais mais modestas, como as vilas de planta linear ou  vilas de peristilo.

## Divisões da vila
As vilas eram constituídas por três partes:
- Na parte urbana (pars urbana) viviam o proprietário e a sua família. Era em tudo semelhante à domus urbana de famílias abastadas. As paredes eram muitas vezes pintadas com motivos decorativos, por vezes de uma grande beleza e complexidade, mas também detinham zonas com pavimentos aquecidos com sistema de hipocausto, lareiras centrais, mosaicos parietais e de solo, etc. Possuíam normalmente água corrente, graças a sistemas de canalizações. Outras divisões incluíam o escritório ou área de negócios, um ou vários templos, quartos, cozinhas, termas, sala ou salas de jantar (triclínio), como sucede no caso da vila de Vale do Mouro (freguesia de Coriscada, Mêda).[1]
- Na parte rústica (pars rustica) viviam e trabalhavam os servos e/ou escravos rurais. Esta zona da vila incluía ainda zonas de armazenamento de matérias primas ou produtos, como sucede para a farinha com os hórreos, áreas de transformação de matérias primas.[1]
- Na parte frumentária (pars frumentaria) situavam-se os campos, bosques, vinhas, ribeiras ou rios e toda uma série de edifícios auxiliares para a extração ou transformação de matérias primas, como é o caso de moinhos de água ou mesmo de lagares, como é o caso de Rumansil I, que poderia constituir uma estrutura de uma vila de maiores dimensões com o seu epicentro no Prazo (freguesia de Freixo de Numão, Vila Nova de Foz Côa).[1][3]

### Parte urbana
A residência senhorial ou domus possuía quase sempre todos os confortos possíveis das classes mais abastadas da civilização romana, como termas, pátios com mosaicos, salas com repuxos, piscinas, jardins ou cavalariças. Algumas dessas propriedades, as pertencentes aos patrícios, eram de tal forma grandes que incluíam um teatro e um forte para uma pequena guarnição militar. Eram geralmente circundadas por jardins e depois por uma área agrícola.
As estruturas que formavam o espaço senhorial da vila, normalmente propriedades de média ou grande escala, eram também habitadas por trabalhadores, servos domésticos ou, mais raramente, escravos, que trabalhavam na casa e nas estruturas de transformação que funcionavam na área imediatamente anexa, como era normalmente o caso dos lagares, estruturas de fiação e tecelagem, mas também das cozinhas que abasteciam a parte urbana. Estes trabalhadores domésticos tinham ainda funções muito bem definidas relacionadas com a limpeza e manutenção dos edifícios e de todas as estruturas relacionadas.

### Área agrícola
O espaço envolvente à vila suportava o sistema de produção agro-pecuário, englobando, entre outras, as seguintes áreas:
- O hortus, o jardim, a horta e o pomar;
- O ager, campos de culturas arvenses, com um sistema de agricultura de sequeiro;
- O saltus, pastagem arborizada, com fins pecuários;
- A silva, a área ocupada por floresta.

## Evolução

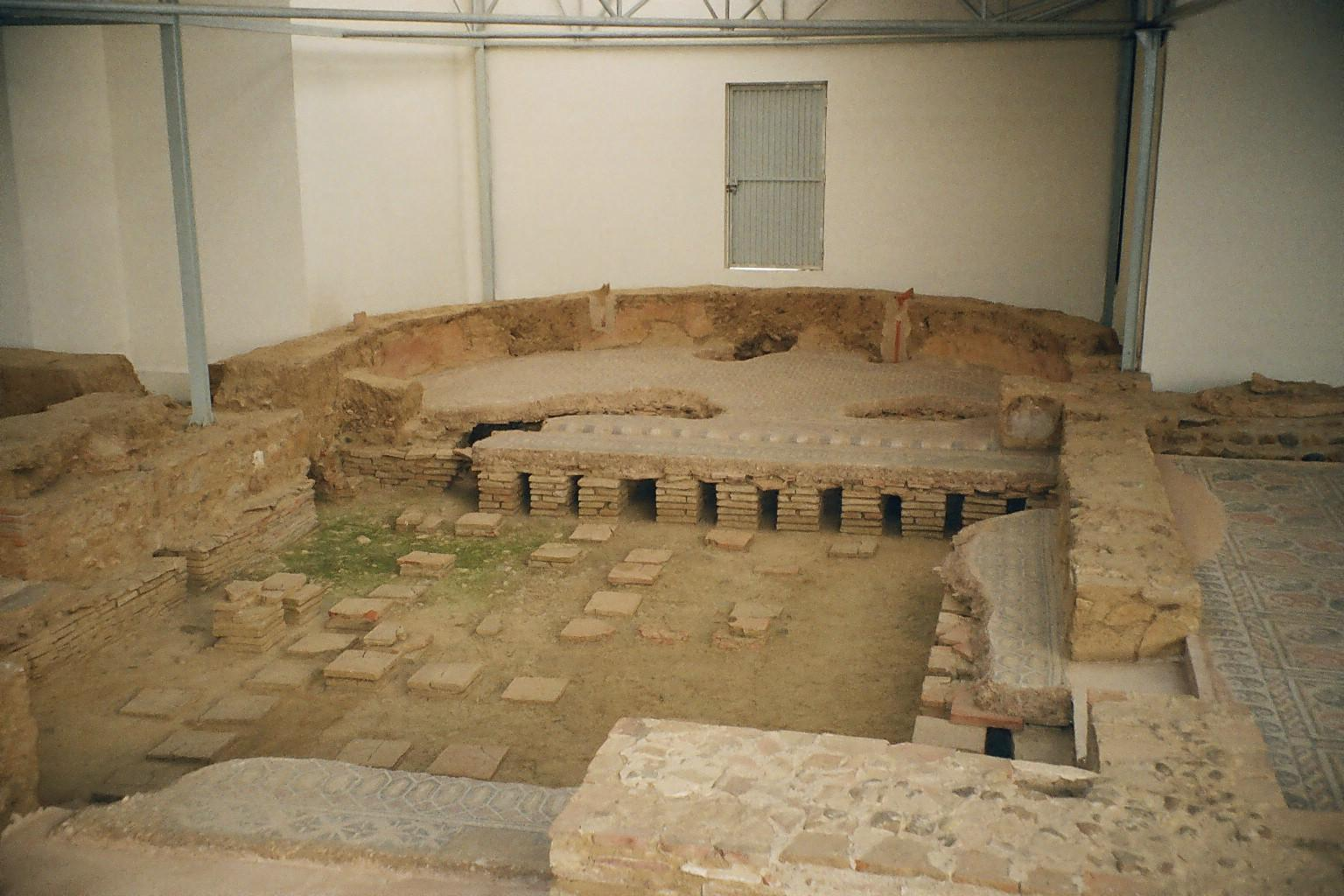
Quartos aquecidos por hipocaustos eram um luxo presente em algumas vilas urbanas

A maior parte das vilas surge sob a forma mais simplificada de vilas lineares. Normalmente consistem numa série de edifícios adossados ou organizados em linhas. Embora muitas destas estruturas de exploração agrícola, por alguma razão (seja por má gestão, abandono, destruição) simplesmente desaparecem, outras evoluem para plantas arquitetonicamente mais complexas, como é o caso das vilas em peristilo.
As vilas de peristilo constituem num primeiro passo por parte do dominus ou senhor da propriedade relativamente à sua afirmação social. Normalmente, as estruturas da parte urbana organizam-se em torno de um pátio, frequentemente ajardinado e fechado, distanciando a família do proprietário da estrutura produtiva da vila. Constroem-se e reconstroem-se normalmente estruturas mais complexas e confortáveis nesta zona, sendo que a maior parte das estruturas de transformação movem-se para fora do âmbito doméstico mais intimista que a parte urbana adquire.
Finalmente e menos frequentemente nas províncias fora da península itálica, as vilas podem evoluir para um último e limiar estádio arquitetónico, as vilas áulicas. Exponentes máximos de luxo, estas vilas já estão totalmente fora da órbita rural que possuíram anteriormente, podendo ainda assim manter alguma das produções mais caras ao proprietário e que, pelo seu cariz emblemático, possuem um lugar neste contexto de afirmação de poder social, como sucede com a produção de vinho em São Cucufate, única vila áulica conhecida até ao momento em Portugal.
Após a desagregação do Império Romano, a casa senhorial e a propriedade rural tomaram o lugar da vila e das suas propriedades. Em muitos casos e devido à qualidade das estruturas arquitetónicas, as vilas são transformadas em igrejas (como sucede com a parte urbana do Prazo) ou mosteiros (no caso de São Cucufate).